# Товариство патріоток

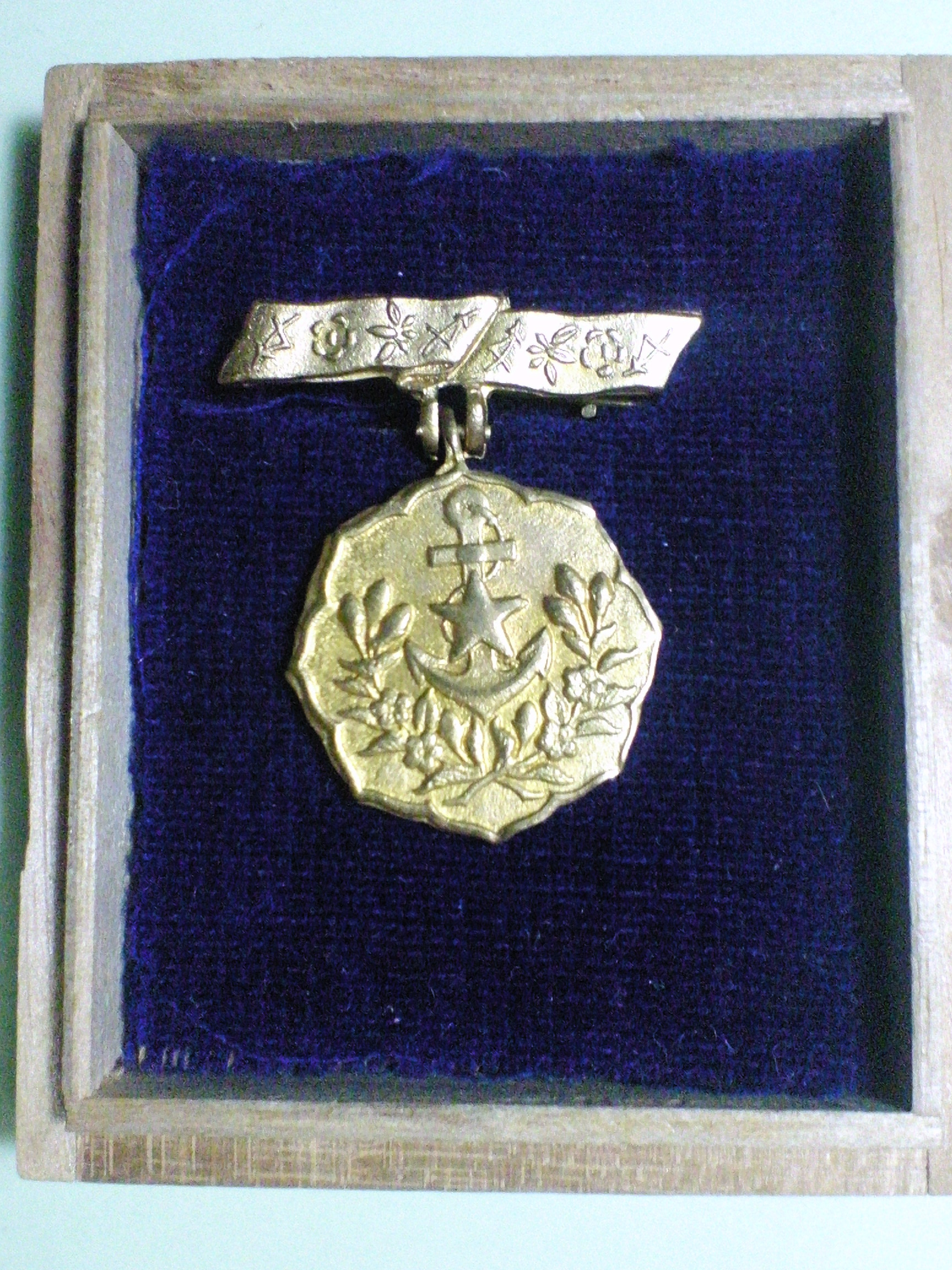
Нагрудний знак особливого члена Товариства.

Товари́ство патріо́ток (яп. 【愛国婦人会】, あいこくふじんかい, айкоку фуджін-кай) — японська жіноча організація для допомоги військовим та військовим родинам Японської імперії. Заснована Окумурою Іоко. Існувала з 2 березня 1901 року по 2 березня 1942 року.

## Короткі відомості
Товариство постало у результаті діяльності Окумури Іоко, яка після повстання боксерів у 1900—1901 роках у Китаї послідувала за японським експедиційним військом «посланцем втіхи». Вона переконала високопосадовця Коное Ацумаро у необхідності створити жіночу організацію, яка б допомагала у піднятті бойового духу солдат на фронті, заохочувала нових членів до війська, доглядала за пораненими і надавала послуги сім'ям військовиків.
Починаючи з 1903 року президентом товариства призначалася мати імператора Японії. Під час російсько японської війни кількість члнів товариства нароховувала 460 000 осіб. Вони посилали японським солдатам на фронт так звані «пакети втіхи» з листами рідних чи предметами повсякденної необхідності.
Окумура продовжувала закликати по регіонах нових членів до свого товариства, сприяючи зростанню мілітаристських насроїв серед японців. Після початку другої китайсько-японської війни вона стала організатором жіночого патріотичного руху. На 1937 рік кількість членів її Товариства патріоток становило близько 3 380 000 осіб. Його основним конкурентом виступало Жіноче товариство національної оборони.
У 1942 році Товариство патріоток було приєднано до Жіночого товариства Великої Японії, нижньої організаційної ланки Товариства допомоги імператорському правлінню.